# Ключарёвы
Ключарёвы — дворянский род.
Потомство Михаила Ключарёва, выехавшего из Польши в середине XVI века. Определением Курского дворянского депутатского собрания род внесён в VI часть дворянской родословной книги.
Рязанские роды Ключарёвых более позднего происхождения внесены в III ч. ДРК Рязанской губернии.

## Описание гербов

#### Герб. Часть V. № 88.
В голубом поле 2 восьмиугольные звезды и между ними перпендикулярно поставлены два золотых ключа, кольцами соединённые на середине щита, сквозь которые горизонтально продета сабля, острием в правую сторону обращённая.
На щите дворянский коронованный шлем. Нашлемник: три страусовых пера. Намёт на щите голубой, подложен золотом.

#### Герб. Часть XVII. № 110.
Герб действительного статского советника Александра Ключарёва: в голубом щите накрест серебряные ключи бородкой вверх. Вверху и внизу по золотой шестиконечной звезде. Над щитом дворянский коронованный шлем. Нашлемник — два черных орлиных крыла, между ними золотой шестиконечный трилистный крест. Намёт справа голубой с серебром, слева голубой с золотом. Девиз «ВЕРА, ЛЮБОВЬ И ТЕРПЕНИЕ» серебряными буквами на голубой ленте.

## Известные представители
- Ключарёв Яков — подьячий, воевода в Чебоксарах (1625—1626), дьяк (1627—1629).
- Ключарёв Дмитрий — подьячий, потом дьяк (1627—1636), воевода в Мезени (1630—1631), Устюге-Великом (1633—1634).
- Ключарёв Василий Яковлевич — дьяк (1627—1640), воевода в Казани (1634—1636).
- Ключарёв Михаил — подьячий, воевода в Чебоксарах (1634), дьяк (1640).
- Ключарёв Иван — подьячий, воевода в Устюге-Великом (1637).
- Ключарёв Михаил — дьяк, воевода в Казани (1643—1647).
- Ключарёв Михаил Наумович — воевода в Томске (1649—1652).
- Ключарёв Степан Пронов — дьяк (1699)[3][4].